# Operation "Autumn Clouds"
Operation "Autumn Clouds" (Operatie Herfstwolken) was een invasie van het Israëlische leger in de Gazastrook, die van een 31 oktober tot 7 november 2006 duurde. Het was een voortzetting van Operation "Summer Rains".
Het doel van deze operatie was volgens Israël het stoppen van de raketbeschietingen op Israël door Palestijnse militanten en de vrijlating van de ontvoerde Israëlische soldaat Gilad Shalit. De voorgaande Operatie Zomerregens kende dezelfde doeleinden maar leverde niet de door Israël gewenste effecten op.
De eerste week werden aan Palestijnse zijde 200 personen verwond en 53 personen gedood, waarvan 38 militanten en 15 burgers. Aan Israëlische zijde werden 1 soldaat gedood en 3 burgers gewond.
De ochtend van 8 november beschoot het het Israëlische leger Beit Hanoun waarbij 19 Palestijnse burgers werden gedood.